# 沙巴砂拉越退出马来西亚
沙巴砂拉越退出马来西亚（缩写为SSKM）是马来西亚的一个分离主义组织，主张将位于东马来西亚（加里曼丹岛北部）的沙巴州和砂拉越州从马来西亚联邦分裂出去。